# Pteris furunculata
Pteris furunculata là một loài dương xỉ trong họ Pteridaceae. Loài này được N.C.Nair & S.R.Ghosh mô tả khoa học đầu tiên năm 1976.
Danh pháp khoa học của loài này chưa được làm sáng tỏ. 